# Intarsie

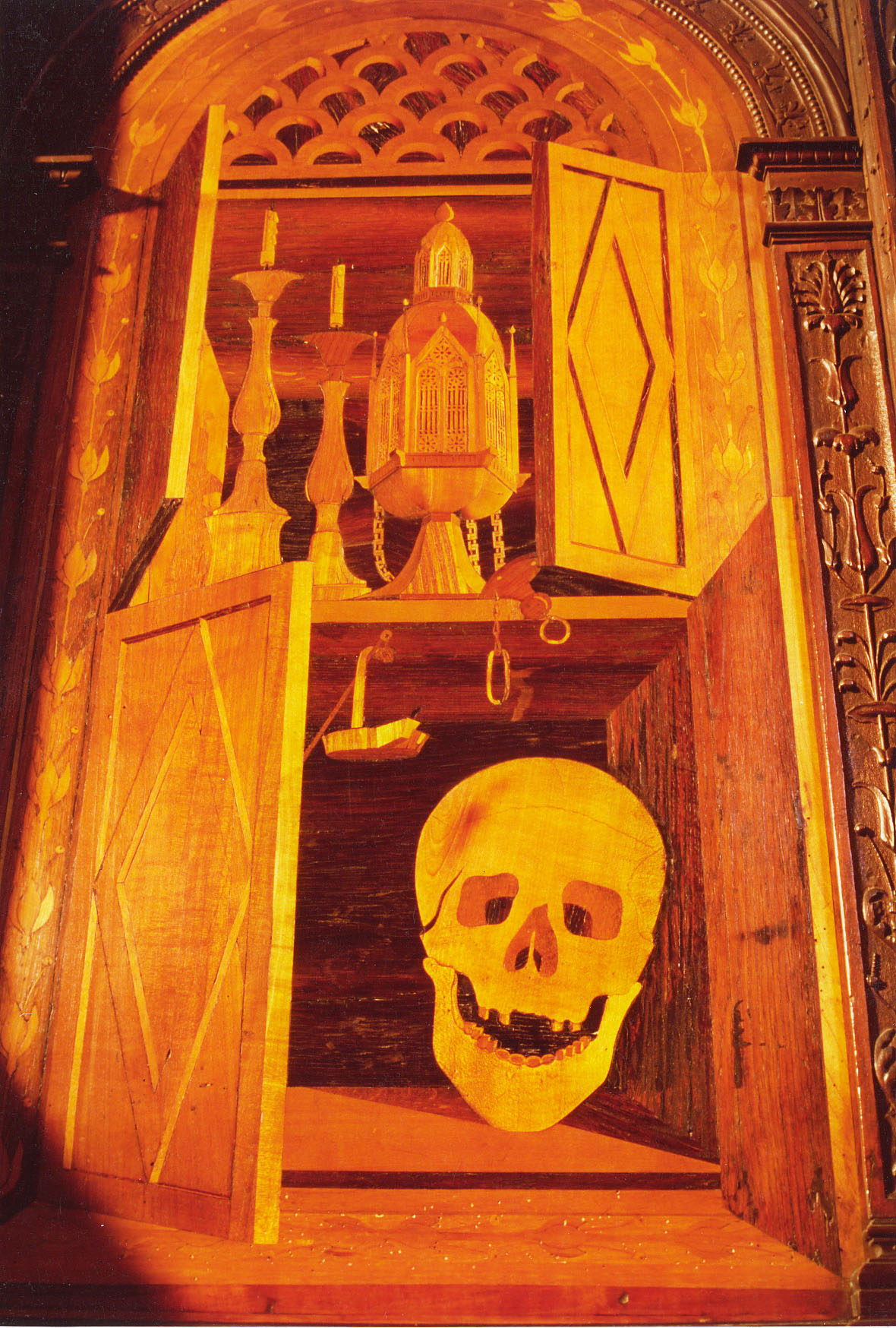
Intarsie aus der Werkstatt von Fra Giovanni da Verona (um 1499), Verona: S. Maria in Organo, Chorgestühl

Eine Intarsie (über italienisch intarsiare, „einlegen“, vom gleichbedeutenden arabischen Verbalsubstantiv arabisch ترصيع, DMG tarṣīʿ) ist eine Dekorationstechnik, bei der auf einer planen Oberfläche verschiedene Hölzer und andere Materialien so in- oder aneinandergelegt werden, dass eine ebene Fläche entsteht, die verschiedenfarbige und unterschiedlich strukturierte Einschlüsse enthält. Sind die Intarsien eher Ornamente, spricht man von Holzmosaik.
Das Trägermaterial dieser Einlegearbeit erfährt keine plastische Ausformung (mit Ausnahme der Reliefintarsie im 16. Jahrhundert), da die eingelegten Holzstückchen bündig mit der Oberfläche abschließen.

## Ursprünge
Bereits die ältesten bekannten Hochkulturen kannten Techniken zur Verzierung von Holzgegenständen. Die wenigen erhaltenen Funde zeigen eine beachtliche Fertigkeit der jeweiligen Künstler. Zu den ältesten bekannten Gegenständen zählt dabei ein mit Einlegearbeiten verzierter Zedernholzsarg aus dem Ägypten der 12. Dynastie (etwa 2012–1792 v. Chr.). Geschmückt wurden auch Toilettengerät, Sitze und andere Möbel; zur Anwendung kamen dabei neben Glaspaste auch Elfenbein und fremdländische Hölzer wie Ebenholz aus Äthiopien. Die verwendeten Dekorationstechniken waren ebenso vielfältig wie die Materialien und umfassten neben der reinen Holzintarsie auch Inkrustationen und Gravuren. Auf der Krim wurde beispielsweise graviertes und farbig bemaltes Furnier vom Ende des 5. Jh. v. Chr. gefunden. Hauptmerkmal aller dieser Techniken ist, dass die entsprechend verzierten Objekte eine weitgehend ebene Oberfläche aufweisen. Das ist nicht nur praktisch für den Gebrauch, sondern verleiht den Gegenständen auch ein edles, dezent-elegantes Aussehen. Plinius der Ältere (23/24–79 n. Chr.) schreibt im 16. Buch seiner berühmten Naturgeschichte deswegen sogar, dass mit dem „Belegen der Hölzer“ die Zeit des Luxus begann.

## Islam und Europa
Im Mittelalter kam die Intarsienherstellung in Europa wahrscheinlich vollständig zum Erliegen. Zwar wurden Einlegearbeiten in Stein (besonders berühmt sind die Werke der Kosmaten), in Goldschmiedearbeiten oder bei Mosaiken weiter ausgeführt. Holz blieb jedoch unverziert oder wurde ausschließlich mit Schnitzereien versehen. Es brauchte den Anstoß von außen, damit erst in Spanien, dann in Italien die Intarsie zu einer einzigartigen Blüte gelangte. In anderen Ländern war diese Dekorationstechnik ohne Unterbrechung ausgeübt und weiterentwickelt worden, so beispielsweise die in Japan und China beliebte Technik namens Shibayama zaiku, bei der Perlmutt, Korallen, Schmucksteine und (Edel-)Metall in gelacktes Holz oder Elfenbein eingelegt werden. Für Europa sollte aber der vom Islam geprägte Raum in dieser Hinsicht besonders wichtig werden. Mit der Eroberung Spaniens brachten die Mauren auch ihre Kunst und Kultur mit auf die iberische Halbinsel, von wo sie über Handelsverbindungen in andere Gebiete gelangen konnte. Der in Córdoba gefertigte Sitz für eine Moschee im heutigen Marokko ist genau in derselben Technik gefertigt wie das Lesepult im Dom von Orvieto in Italien und zeigt deutlich diese Verbindung. Mit den entsprechenden Techniken wurde vermutlich auch der Begriff tarṣīʿ aus dem Arabischen übernommen.
Die Herstellung von Perlmuttintarsien wurde 2023 auf Antrag Aserbaidschans und der Türkei in die UNESCO-Liste des immateriellen Kulturerbes der Menschheit aufgenommen.

## 13. bis erste Hälfte des 16. Jahrhunderts

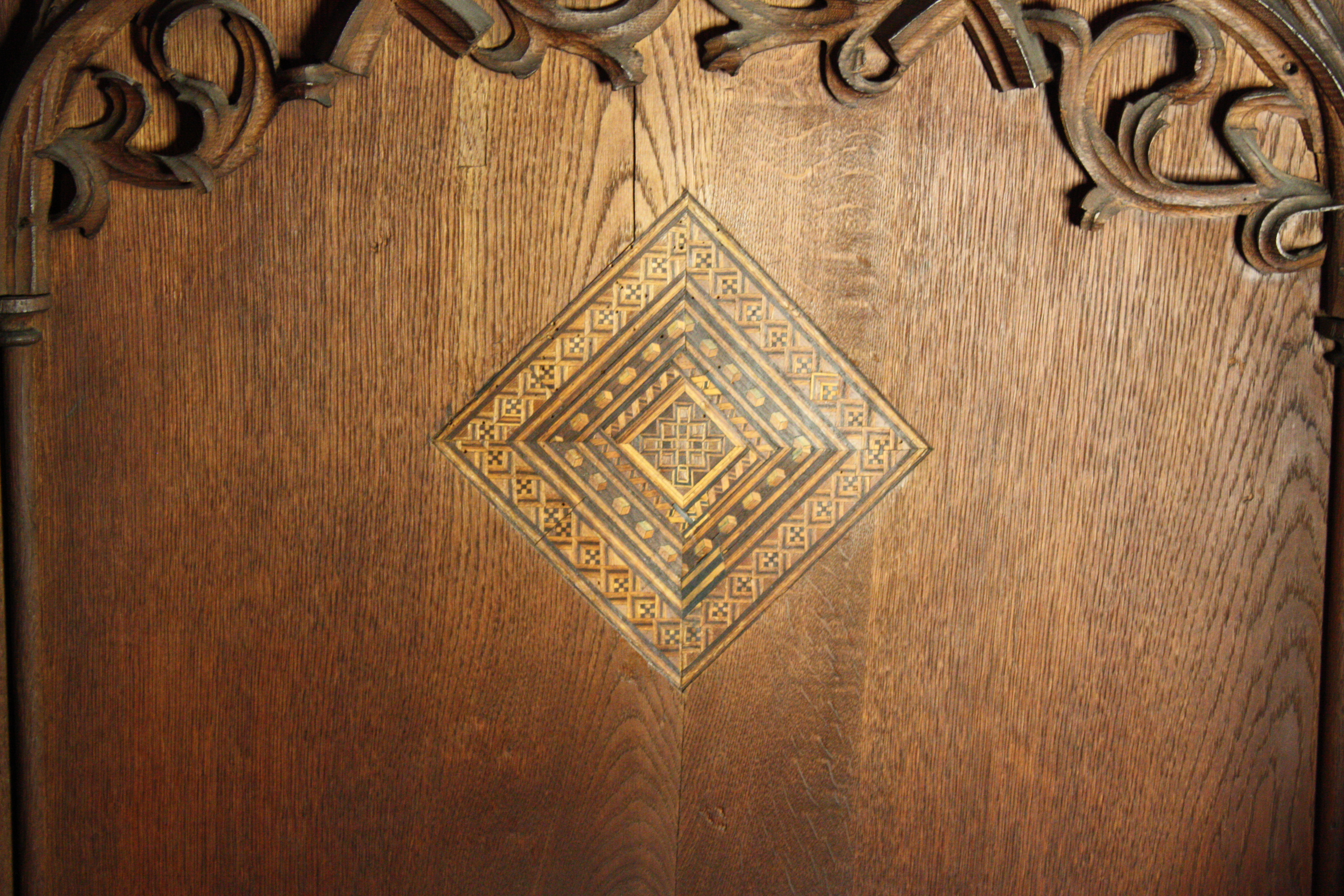
Intarsie im Chorgestühl von St. Martin in Memmingen, erbaut von 1501 bis 1507

Die künstlerische und wirtschaftliche Blüte der italienischen Stadtstaaten vom 13. bis in das beginnende 16. Jahrhundert, welche unter dem Begriff Renaissance Einzug in die Geschichtsbücher fand, förderte auch die Kunsttischlerei. Private Auftraggeber ließen sich prächtige Betten, Tische und Cassoni (Truhen) herstellen, deren Preis nicht selten den Wert eines Wohnhauses überstieg. Um die starke Nachfrage befriedigen zu können, bildeten sich große Werkstätten heraus, die in der Regel vom Vater auf den Sohn übergingen. Beispiel dafür ist die Werkstatt der Gebrüder Giuliano und Benedetto da Maiano, die von Florenz aus bis nach Neapel und Ungarn lieferte. Im Jahre 1474 berichtete Benedetto Dei, dass es in Florenz über 80 dieser Werkstätten (legniauoli di tarssie) gegeben habe.
Eine dieser Botteghe schuf wahrscheinlich auch das berühmte Studierzimmer für Federico di Montefeltro in Urbino (um 1474). Ein weiteres Zentrum der Intarsienherstellung war Siena, dessen Handwerker auch das Chorgestühl in Orvieto fertigten. Dokumentiert ist, dass bereits 1408 ein Agent des kunstliebenden Herzogs von Berry versuchte, einen Intarsienhersteller nach Burgund abzuwerben, dieser es jedoch vorzog, in Siena zu bleiben. Ein späterer Zeitgenosse aus derselben Stadt, Antonio Barili, stellte sich auf einer Intarsie selbst bei der Arbeit dar. Kennzeichnend ist, wie dieser stolz in die Tafel schnitzte, dass er sein Werk mit dem Messer und nicht mit dem Pinsel ausgeführt habe.
Später verlagerten sich die Zentren der Intarsienproduktion immer weiter gegen Norden und besonders die Klöster der Olivetaner stellten in mühevoller und jahrelanger Arbeit prächtige Chorgestühle und Sakristeimöbel her. Der Dominikaner Fra Damiano (1490–1559) wurde in Bologna sogar vom Papst und vom Kaiser aufgesucht, da sie ihm, so schreibt ein zeitgenössischer Chronist, bei seiner Tätigkeit zuschauen wollten.

## 16. bis 19. Jahrhundert

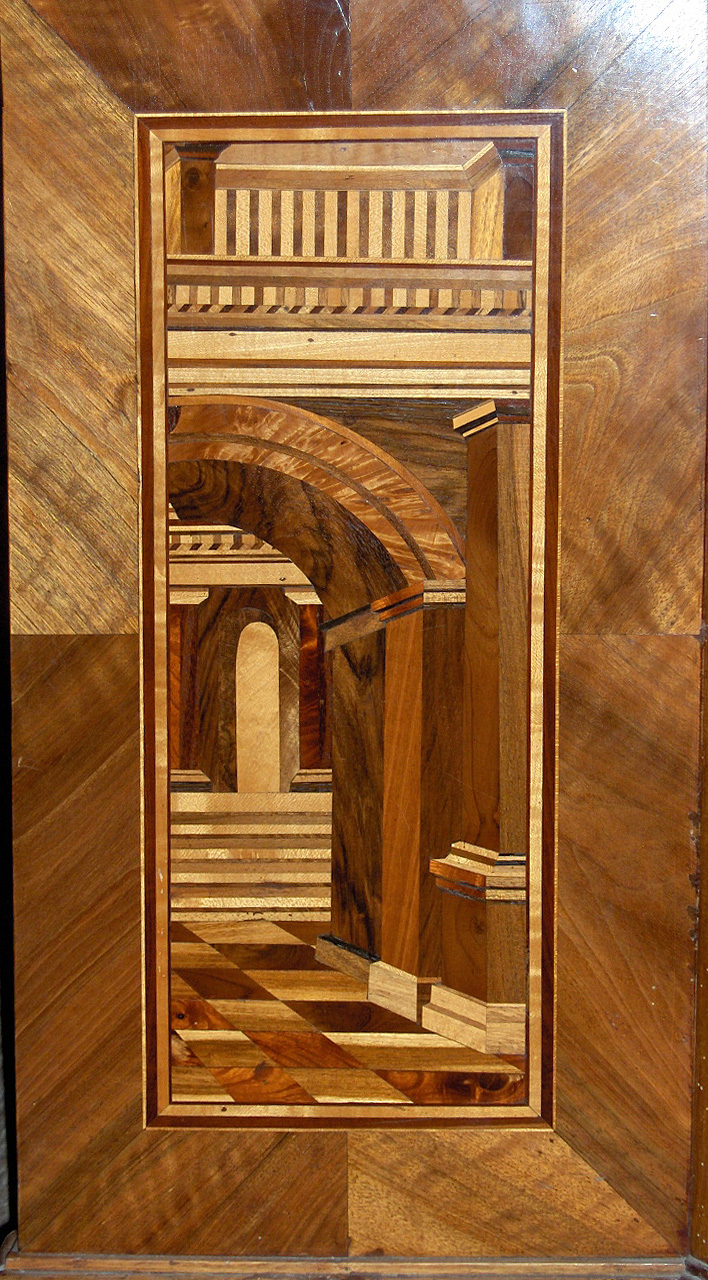
Detail des Chorgestühls im Stift Heiligenkreuz

Von Italien über Tirol und Süddeutschland verbreitete sich die Technik der Intarsienherstellung über ganz Europa. Waren Handwerker aus Italien schon immer in ganz Europa tätig gewesen, bildeten sich in den Ländern nun eigene Werkstätten. Besonders früh zeigten sich eigene Arbeiten in Böhmen und Ungarn, wo der König Matthias I. Corvinius Meister aus Florenz an seinen Hof geholt hatte. Heute kann man in den Budapester Museen Intarsien sehen, welche bei aller Eigenständigkeit den italienischen Einfluss noch klar verraten. In Deutschland hatte die Holzbearbeitung zwar selbst schon eine längere Tradition, doch die neuen Anregungen aus dem Süden wurden dankbar aufgenommen. Als Zentren bildeten sich vor allem Nürnberg (Peter Flötner und andere) und Augsburg (Lorenz Stöer, Lienhart Strohmeier und andere) heraus; Intarsien aus dieser Zeit findet man aber auch in Köln und Lübeck. Hervorzuheben ist besonders der heute in Münster aufbewahrte Wrangelschrank, benannt nach Carl Gustav Wrangel von 1566.
Frankreich zeigte in der Folgezeit eine besonders eigenständige Entwicklung. Bereits zu Beginn des 16. Jahrhunderts wurde das Amt eines Marqueteur du Roi geschaffen, welches anfangs italienische und deutsche Meister einnahmen. Die Techniken für die Einlegearbeiten wurden nun jedoch beispielsweise durch neue Färbemethoden abermals verfeinert. Im 17. Jahrhundert kamen Schildpatt und Zinn als Einlegematerial in Mode. Als unerreicht in dieser Technik gilt André-Charles Boulle dessen Möbel durch eine besonders raffinierte Kombination von Metall, Schildpatt und Bronzeapplikationen eine einzigartige Wirkung erzielen. Andere Kunsttischler machten sich die neu verfügbaren Hölzer, wie Mahagoni, Satin- oder Zitronenholz, zunutze und schufen so Variationen der Intarsie, welche in Frankreich Marquetrie (Marketerie) genannt wurde (daher auch die häufige Verwechslung der Begriffe). Aus Neuwied bei Koblenz stammte David Roentgen, dessen Ruhm ebenfalls bis in unsere Zeit hinüberreicht. Er schaffte es, nachdem er 1780 in Paris die Meisterwürde erlangt hatte, als Außenstehender auf dem hochentwickelten französischen Markt Fuß zu fassen. Eine außergewöhnliche Sonderform war die Reliefintarsie, die nur in Eger (Böhmen) zwischen ca. 1625 und 1740 gepflegt wurde. Als Hauptmeister der als Relief geschnitzten Intarsie gelten Adam Eck, Johann Georg Fischer sowie Johann Karl und Johann Nicolaus Haberstumpf.

## Gegenwart

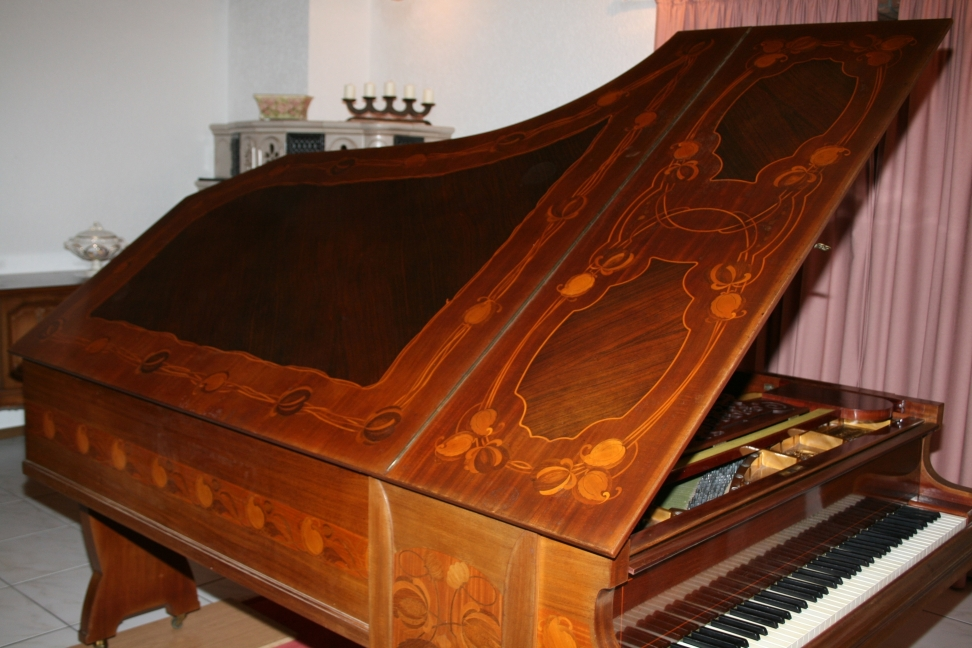
Reich mit Intarsien verzierter Bechstein-Jugendstilflügel 1902

Im 20. Jahrhundert begann zusammen mit der „Arts-and-Crafts-Bewegung“ eine weitere Blüte der Intarsienkunst. Im Elsass entdeckte Charles Spindler (1865–1938) durch, wie er sagte, Zufall die Möglichkeiten der Intarsien neu. Jugendstilmöbel, mit Einlegearbeiten verziert, fanden ihren Platz in den großen Kunstgewerbeausstellungen und wurden von den führenden Architekten entworfen. In heutiger Zeit gibt es einen wachsenden Kreis von Interessierten, welche zum Teil die Fertigung von Intarsien nur als Hobby betreiben. Die wissenschaftliche Erforschung dieses künstlerischen Mediums steckt dagegen immer noch in den Kinderschuhen, und auch die Sammlungen und Eigentümer von alten Intarsienarbeiten beginnen erst langsam, den historischen Wert von Intarsien als Zeugnisse einer alten Handwerkskunst anzuerkennen.